# カタンの開拓者たち
『カタンの開拓者たち』（カタンのかいたくしゃたち、Die Siedler von Catan）、または『カタン』は、ドイツで生まれたボードゲームである。1995年にコスモス社から販売された。作者はクラウス・トイバー。プレイ人数は3人または4人で、2人用の特別ルールも設定されている。のちに「5〜6人用拡張セット」（別売）が発売された。
大航海時代に発見された無人島を複数の入植者たちが開拓していき、もっとも繁栄したプレイヤーが勝利するという内容のボードゲーム。1990年代後半から始まったドイツ・ゲーム・ルネサンスといわれる現代のドイツのボードゲームの隆盛の先駆的作品であり、その最大級のヒットを得てシリーズ化され、英語やイタリア語など世界20か国語以上への翻訳や発売がなされるなど、人気が高い。ゲーム・コンベンションでは、トーナメントもしばしば開催される。
日本では、東京のゲーム輸入販売店メビウスゲームズがルールの日本語訳を付して「カタンの開拓」のタイトルで発売したのが最初である。やがて1996年にトライソフトによる日本語版が発売されたほか、2002年にはカプコンから、2010年にはジーピーから『携帯キャリー版』が、2011年4月25日には基本となる『スタンダード版』が発売された。

## ゲームの概要

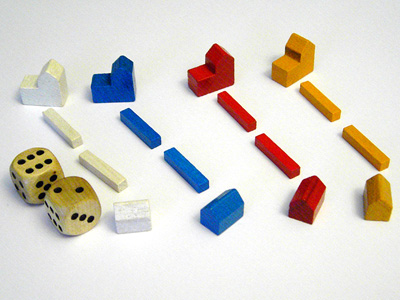
街、道、家のコマ（1995年版）

最初に六角形のタイルを並べて作るカタン島が舞台となる。各タイル（土地）には2〜6・8〜12の数字が割り振られる。プレイヤーが手番で振るサイコロ2つの合計と同じ数字の土地から、木材、レンガ（土）、小麦、鉱石（鉄）、羊毛といった土地に対応した資源が産出する。各プレイヤーは産出した資源を使い、街道、開拓地、都市を建設していく。開拓の度合いが点数化され、自分の手番時に最初に10点に到達した人が勝利となる。
ゲームのシステムとしては、
- 最初のボードの構成が毎回異なる。
- 自分の手番ではなく他人の振ったサイコロでも、自分の土地から資源が産出する。
- 交渉によるプレイヤー間での資源の交換が随時可能。ただし基本的に交渉を持ちかけるのは手番のプレイヤーに限る。
- 勝利条件10点に到達するための方法が複数ある。

といった点などが特徴的である。
ただし、いずれの方法でも資源の入手による運営が不可欠である。各数字の配分は均等だが、期待値で考えた場合、目の出る確率が高く、資源が入手しやすい最も有利なのは8と6の目が配置された土地である。なお、サイコロの目として最も出やすいのは7だが、カタンでは「盗賊」の目であり、7の数字が割り振られた土地はない。
また、島の沿岸に配置された交易所に家か街が置かれた場合、そこに書かれたレートに合わせた枚数の資源を別の資源に交換することが出来る（他プレイヤーとの交渉ではない）。
基本セットでは以下に示す条件で点数を得る。
- 開拓地を建てている（各1点）：最大5点
- 都市を建てている（各2点。ただし家を除去して街に成長させる（-1+2）ため、+1点になる）：最大8点
- 最長交易路（Longest Road）ボーナス：自分の道（街道）がどのプレイヤーよりも長くつながっていると2点を得る。ただし、他のプレイヤーの建物を途中に挟んでいるとそこで分断されているものと見なす。また、最低でも5本以上の長さでなければならない。最大2点
- 最大騎士力（Largest Army）ボーナス：騎士のカードをどのプレイヤーよりも多く使用したなら2点を得る。ただし少なくとも3回は使用していなければならない。最大2点
- 建物の描かれた発展カード（各1点）：最大5点

### 街道
「木材」「レンガ」を各一枚消費して道を建設することができる。点数は0点。しかし、以下の条件を守らなければいけない。
- 街道・開拓地・都市のいずれかに接続する。

### 開拓地
「木材」「レンガ」「小麦」「羊毛」を各一枚消費して開拓地を建設することができる。点数は1点。開拓地を建設すると、それが面した地形タイルから資源がもらえるようになる。建設するには以下の条件を守らないといけない。
- 自分の街道につながっている交差点に置く。
- すでに開拓地や都市がある交差点と隣り合うところには置けない。

### 都市
「小麦」2枚と「鉱石」3枚を消費して都市を建設することができる。点数は0点。都市は好きな開拓地を手元に戻しそこに都市を建設することができる。都市にすると得られる資源が2倍（2枚）になる。

### 発展カード
カードは自分のターンでのみ使用可能だが、入手したそのターンには使用できない制限がある。また、1ターンに1枚しか使えない。点数はランダム。内容は以下の通り（カード名はセットによって異なるが内容は同じ）。
- 街道建設：資源の消費無しに道を2本伸ばすことができる。ただし道設置の基本ルールに準じて行う必要がある。
- 独占：特定の資源を独占できる。誰もその資源を持っていなかった場合は何も入手できない。
- 発見：好きな資源を2枚得ることが出来る。同種の資源2枚も可。
- 勝利点：建造物の名前が書かれたカード。1点の勝利点を獲得できる。盤面および他のプレイヤーには影響を及ぼさない。
- 騎士：盗賊を任意のマスに移動し、隣接した建物の所有者から資源を1枚ランダムで手に入れる（7を出した時と同じ効果だが8枚以上持ってるとバーストするという効果はない）。

### 盗賊
手番始めのサイコロで7の目が出たとき、全プレイヤーの手札の枚数を確認する。手札が8枚以上だったプレイヤーはその半分（端数切り捨て）を資源置き場に戻す。これをバーストという。さらにサイコロを振ったプレイヤーは島の上にある盗賊コマを任意の土地に動かし、その土地に隣接した建物の所有者から資源を1枚ランダムで手に入れる。初期配置で盗賊が置かれている土地は砂漠になっており、数字も書かれておらず、いかなる資源も調達できない。盗賊の乗っている土地からは盗賊コマが別の土地に移動するまで資源を獲得することが出来なくなる。

## 受賞歴
- 1995年 ドイツ年間ゲーム大賞（Spiel des Jahres）大賞[3]
- 1995年 ドイツゲーム大賞（Deutscher Spiele Preis） 1位[3]
- 1996年 オリジンズ賞（Origins Award） 外国語翻訳ボードゲーム部門
- 1999〜2000年 日本テーブルゲーム グランプリ1位
- 2004年 チェコ年間ゲーム大賞 大賞
- 2005年 ポーランド年間ゲーム大賞 大賞
- 2005年 米ゲームマガジン ゲームの殿堂

## シリーズ作品
なお、日本語のタイトルには別名あり。

### 追加セット
基本セットに追加して使用する。
- カタンの開拓者たち 5-6人用拡張版（Extension for 5-6 Players） 1996
- 航海者版（Seafarers） 1997
- 都市と騎士版（Cities & Knights） 1998
- 商人と蛮族版（Traders & Barbarians） 2007
- 探検者と海賊版（Explorers & Pirates） 2013
- 歴史シナリオ1「アレキサンダー大王/クフ王」（Historische Szenarien Alexander der Grosse und Cheops） 1998
- 歴史シナリオ2「トロイと万里の長城」（Historische Szenarien 2 Troja & Die Grosse Mauer） 2001
- カタンブック（Das Buch zum Spielen） 2000
- カタンシナリオ（Helpers of CATAN） 2013
- カタンシナリオ（Crop Trust） 2018
- カタンシナリオ フレネミーズ（Frenemies） 2012
- カタンシナリオ 油田（Oil Springs） 2011
- カタンシナリオ（Big Game, Big Honor） 2015
- 航海者版シナリオ（Legend of the Sea Robbers） 2017
- 都市と騎士版シナリオ（Legend of the Conquerors） 2020
- ステイホームシナリオ ※無料版（We Stay Home） 2020

### 独立作品
基本セット不要。
- カタンの開拓者たち・カードゲーム（Das Kartenspiel fur Zwei Spieler） 1996
- ニュルンベルクの開拓者たち（Die Siedler von Nürnberg） 1999
- カタンの宇宙船（Sternernschiff Catan） 2001
- アドベンチャー人類（原始の開拓者、旅立ち）（Abenteuer Menschheit） 2002
- カタンの子供たち（キンダーカタン）（Die Kinder von Catan） 2003
- カタンの開拓者たち・ダイスゲーム版（Catan Dice Game – Deluxe Edition） 2009
- 歴史カタン アメリカの開拓者たち（Settlers of America – Trails to Rails） 2010
- 歴史カタン ヨーロッパの商人たち（Merchants of Europe） 2012
- スタートレックカタン（Star Trek CATAN） 2012
- チョコレートカタン（Chocolate Edition） 2017
- ゲーム・オブ・スローンズ版（A Game of Thrones Catan: Brotherhood of the Watch） 2017
- インカ帝国の隆盛（Rise of the Inkas） 2018
- カタン宇宙開拓者版（Starfarers） 2019  ※1999絶版のリメイク

### ライセンス供与作品
- カナンの開拓者（The Settlers of Canaan） 2002

## 日本語版
いずれもルールは同一。
- 『カタンの開拓』 - メビウス社による輸入販売。ルールの日本語訳が添付。
- 『カタンの開拓者たち』 - トライソフト社による、日本語版（1996年[1]）。パッケージ・ルール・カードなどが日本語となっている。オリジナルドイツ語版と同じデザインで、オリジナル版の拡張セットを利用可能。
  - その他シリーズとして、『5〜6人用拡張セット』『カタンの航海者たち』『カタンの航海者たち・5〜6人用拡張セット』『騎士と古城』が日本語化された。
- 『カタン』 - カプコン社による、日本語版（2002年）。デザインを一新し、サイズも小型化。タイルが最初から何枚かずつ、円周状につながっているのが特徴。
- 『Catan』（カプコン、発売中止） - PlayStation 2版のゲームで、オンラインを通じてのソフトウェアだったが、βテスト（2003年）終了後の配信はなかった。
- 『スタンダードカタン』（カプコン、2004年） - タイルが分離し、オリジナル版と同サイズに戻る。価格も安くなる。
- 『ポータブルカタン』（カプコン、2004年） - 携帯版。製造元であるハナヤマのポータブルシリーズと同型。タイルは3枚ずつつながっている。
- 『ロックマン エグゼ カタン スタンダード』（カプコン、2004年） - ルールは同一、アニメ『ロックマンエグゼ』のキャラクターもの。
- 『ロックマン エグゼ カタン ポータブル』（カプコン、2004年）
- 『catan』（Big Huge Games、2007年） - Xbox 360 LIVEアーケード版のビデオゲーム。
- 『Catan』（ゲームリパブリック、2008年） - PlayStation 3版のビデオゲーム（ダウンロード専用コンテンツ、2011年配信終了）。
- 『Catan-カタン-』（ENJOYCORE、2009年） - 携帯アプリゲーム。
- 『カタンの開拓者』（ジーピー、2010年） - 日本語版シリーズ13点を順次発売予定で、第1弾として「携帯キャリーケース版」を2010年11月25日発売。
- 『カタンの開拓者たち スタンダード版』（ジーピー、2011年） - 第2弾として「スタンダード版」を2011年4月18日発売。※名称が「たち」に変更。ゲームアイドル杏野はるながイメージガールになる。また遊び方動画もWebで公開中。
  - 同梱の道・家・街の各コマはプラスチック製だが、別売で基本4色の木製コマも発売された。
  - 拡張パックとして『カタンの開拓者たち スタンダード 5〜6人用拡張版』、『カタンの開拓者たち 航海者版』、『カタンの開拓者たち 都市と騎士版』、『カタンの開拓者たち 商人と蛮族版』、『カタンの開拓者たち 探検者と海賊版』が日本語化された。
  - 2018年にタイトルを『カタン』に変更しリニューアル。2023年に『カタン 航海者版 5〜6人用拡張』が、2025年に『カタン 都市と騎士版 5〜6人用拡張』、『カタン 商人と蛮族版 5〜6人用拡張』、『カタン 探検者と海賊版 5〜6人用拡張』が日本語化された。

## コンピュータゲーム版
現在、PC版（Steam）、スマートフォン版（iOS、Android）などが配信されている。
じぱんぐ島 〜運命はサイコロが決める!?〜
1999年10月27日にPlayStation専用ソフトとして発売された、カタンをベースにした作品。発売はコナミ、開発はハムスター。舞台のモチーフが日本の戦国時代になっている他、ルールにもいくつか相違点がある。